# Johann Baptista Bavier
Johann Baptista Bavier (* 3. September 1795 in Chur; † 19. September 1856 in Zürich) war ein Schweizer Politiker und Bankier. Von 1848 bis zu seinem Tod gehörte er dem Nationalrat an. Er war der Vater von Simeon Bavier und ein Cousin von Wilhelm Matthias Naeff (beides Bundesräte).

## Biografie
Bavier entstammte einer einflussreichen Bankiers- und Kaufmannsfamilie, die seit dem späten 16. Jahrhundert stets im Churer Stadtrat vertreten war und eine bedeutende Rolle in den Institutionen der Drei Bünde spielte. Er besuchte die Gemeindeschule in Altstätten und die Kantonsschule in Aarau, danach liess er sich zum Kaufmann ausbilden. 1825 übernahm er die Leitung des Bankhauses Bavier in Chur, das stark in das transalpine Speditionsgeschäft involviert war. Verheiratet war er mit Katharina Roffler aus Fideris, Tochter des Landammanns des Zehngerichtebunds Valentin Roffler.
Ab 1819 hatte Bavier zahlreiche Ämter in städtischen Gremien inne. Von 1826 bis 1847 sass er im Grossen Rat. 1830 und 1835 vertrat er die Drei Bünde als Tagsatzungsabgesandter, als Präsident des Gotteshausbundes war er 1838/39 im Kleinen Rat vertreten. Bavier kandidierte 1848 bei den ersten Nationalratswahlen und wurde zum Abgeordneten des Wahlkreises Graubünden-Mitte gewählt. Er war gemässigter Liberaler, schloss sich aber nicht der freisinnigen Fraktion an, sondern den Konservativen.